# Bernd Voigtländer

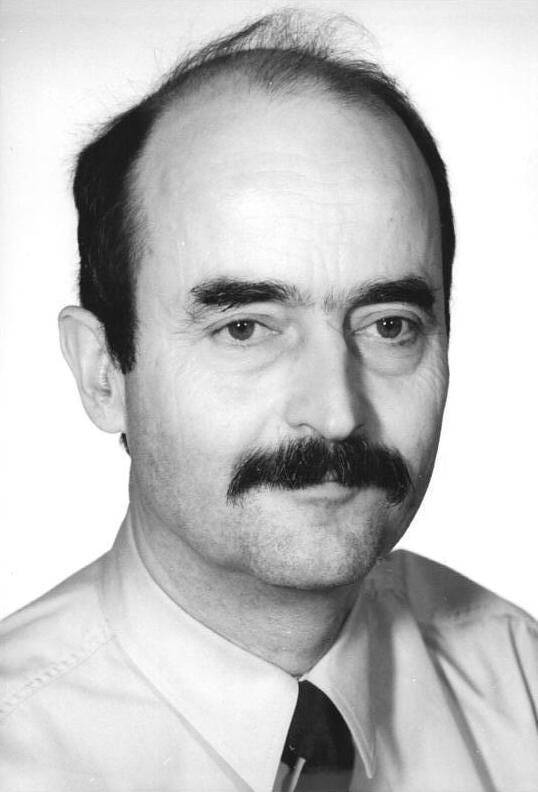
Bernd Voigtländer (1990)

Bernd Voigtländer (* 10. Juli 1939 in Dresden) ist ein deutscher Politiker (SPD).
Voigtländer besuchte die Grundschule in Beiersdorf und machte anschließend die Maurerlehre. Er studierte an der Ingenieurschule für Bauwesen in Zittau und wurde daraufhin Bauingenieur mit Fachgebiet Konstruktiver Ingenieurbau. Hinterher machte er ein postgraduales Studium der Wasserversorgung und Abwasserbehandlung an der Ingenieurschule für Wasserwirtschaft Magdeburg, die er mit einem Teil-Abschluss verließ. Voigtländer war nach den Studien Projektierungsingenieur im VEB Projektierung Wasserwirtschaft Halle und nach der Wende Planungsingenieur in einem Ingenieurbüro in Halle.
Voigtländer schloss sich im Oktober 1989 der SDP an, dem Vorgänger der SPD in der DDR. Er gehörte dem parteiinternen Stadtvorstand von Halle sowie dem Bezirksvorstand und dem Kreisvorstand an. 1991 wurde er Ortsvereinsvorsitzender. 1990 wurde er in die letzte Volkskammer gewählt, nach der Wiedervereinigung gehörte er bis zum Jahresende dem Deutschen Bundestag an. Seit 2009 ist Voigtländer Sachkundiger Bürger der Halleschen SPD-Stadtratsfraktion.